# Hedingham Castle
Hedingham Castle är ett normandiskt slott, beläget i Essex i sydöstra England. Under fyra århundraden var slottet huvudsäte för ätten de Vere som innehade titeln earl av Oxford.

## Beskrivning
Slottet består av fyra våningar och har tjocka stenmurar som är ämnade att hålla slottet befäst. Murarna består i huvudsak av sten från lokala stenbrott. Bankettsalen, inrymd i kärntornet, utgör slottets centrum. Fjärde våningen tillkom förmodligen under 1400-talet. Slottet hade ursprungligen fyra vakttorn, av vilka endast två återstår.

## Historia
Hedingham Castle byggdes troligen på en plats där det tidigare funnits ett medeltida jaktslott som skulle ha byggts av Aubrey de Vere I, en normandisk baron. Hedingham var ett av de största herresätena som de Vere införskaffade och det kom att bli ättens huvudsäte under andra hälften av 1100-talet. År 1141 blev den förste baronens sonson utnämnd till earl av Oxford av Henrik I. Slottet förblev sedan earlernas av Oxford huvudsäte fram till slutet av 1500-talet. Slottet och ägorna ägs sedan 1870 av familjen Lindsay, som härstammar från ätten de Vere.